# Modelo de Rejilla Gerencial
El modelo de rejilla gerencial (1964) es un modelo de liderazgo situacional desarrollado por Robert R. Blake y Jane Mouton. Este modelo originalmente identificado cinco estilos diferentes de liderazgo basado en la preocupación por la gente y la preocupación por la producción. El estilo óptimo de liderazgo en este modelo se basa en la Teoría Y. 
La teoría de la rejilla no ha dejado de evolucionar y desarrollarse. La teoría se ha actualizado con dos estilos de liderazgo adicionales y con un nuevo elemento, la capacidad de recuperación. En 1999, la red seminario gerencial comenzó a utilizar un nuevo texto, El poder para cambiar. 
El modelo se representa como una cuadrícula con preocupación por la producción como el eje x y la preocupación por las personas como el eje y; cada eje va de 1 (bajo) a 9 (Alto). Los estilos de liderazgo resultantes son los siguientes: 
- Los indiferentes (anteriormente llamada empobrecida) estilo (1,1): evadir y eludir. En este estilo, los gerentes tienen una baja preocupación para las personas y la producción. Los administradores utilizan este estilo para preservar el trabajo y la antigüedad laboral, protegerse al evitar meterse en problemas. La principal preocupación para el entrenador no debe ser considerada responsable de los errores, lo que se traduce en decisiones menos innovadoras.

- El complaciente (anteriormente, club de campo) estilo (1,9): rendimiento y cumplir. Este estilo tiene una alta preocupación por la gente y una baja preocupación por la producción. Los administradores que utilizan este estilo prestan mucha atención a la seguridad y la comodidad de los empleados, con la esperanza de que esto aumentará el rendimiento. La atmósfera resultante es generalmente amable, pero no necesariamente muy productivo.

- El (anteriormente, producir o perecer) estilo dictatorial (9,1): el control y dominar. Con una alta preocupación por la producción y una baja preocupación para las personas, los administradores utilizan este hallazgo estilo empleado necesita sin importancia; que ofrecen a sus empleados con el dinero y esperan que el rendimiento a cambio. Los administradores que utilizan este estilo también presionan a sus empleados a través de reglas y castigos para lograr los objetivos de la empresa. Este estilo dictatorial se basa en la teoría X de Douglas McGregor, y es comúnmente aplicado por las empresas en el borde del fracaso real o percibida. Este estilo se utiliza a menudo en los casos de gestión de crisis.

- El statu quo (antes, medio-de-la-carretera) estilo (5,5): equilibrio y compromiso. Los administradores que utilizan este estilo tratan de equilibrar entre los objetivos de la empresa y las necesidades de los trabajadores. Al dar cierta preocupación tanto para las personas y la producción, los gerentes que utilizan este estilo lo hacen con la esperanza de lograr el rendimiento adecuado, pero hacerlo así regala un poco de cada preocupación por lo que no se cumplen ni las necesidades de producción, ni de las personas.

- El sonido (antes, estilo del equipo) (9,9): contribuir y comprometerse. En este estilo, la máxima preocupación se paga tanto a la gente y la producción. Según lo sugerido por las proposiciones de la teoría Y, los gerentes que deciden usar este estilo fomentan el trabajo en equipo y el compromiso entre los empleados. Este método se basa en gran medida en la fabricación de los empleados se sienten a sí mismos como partes constructivas de la empresa.

- El estilo oportunista: explotar y manipular. Las personas que utilizan este estilo, que se añadió a la teoría de la rejilla antes de 1999, no tienen un lugar fijo en la parrilla. Adoptan el que la conducta ofrece el mayor beneficio personal.

- El estilo paternalista: prescribir y guiar. Este estilo fue introducido en la teoría de la rejilla antes de 1999 En el poder de cambiar, se redefinió para alternar entre los (1,9) y (9,1) lugares en la parrilla. Gerentes usando esta alabanza y la ayuda del estilo, pero desalentar desafíos a su pensamiento.

Elementos del Comportamiento
Teoría de cuadrícula rompe comportamiento en siete elementos clave:
| Elemento                 | Descripción                                              |
| ------------------------ | -------------------------------------------------------- |
| Iniciativa               | Pasar a la acción, impulsando y apoyando                 |
| Su mensaje               | Cuestionar, investigar y verificar la comprensión        |
| Defensa                  | Expresando las convicciones y las ideas que defienden    |
| Toma de decisiones       | Evaluación de los recursos, las opciones y consecuencias |
| Resolución de conflictos | Enfrentar y resolver los desacuerdos                     |
| Resolución               | Hacer frente a los problemas, reveses y fracasos         |
| Critica                  | Objetivo Entregando , Retroalimentación sincera          |

- Datos: Q18416733